# Фернандиш, Вашку
Ва́шку Ферна́ндиш (порт. Vasco Fernandes, род. около 1475 года — умер около 1542 года) — португальский художник, один из наиболее известных португальских живописцев эпохи Ренессанса. Широко известен под прозвищем «Гран Вашку» (порт. Grão Vasco, великий Вашку).

## Биография
О жизни Вашку известно немного. Вероятно, он родился в Визеу, в центральной Португалии. 
Его карьера живописца началась с создания вместе с несколькими художниками алтарного образа в кафедральном соборе Визеу. Между 1506 и 1511 годами он создал алтарный образ для собора Ламегу. Некоторое время работал в монастыре Святого Креста в Коимбре, затем вернулся в родной город, где написал для собора серию картин, которые считаются его лучшими творениями.
Между концом 1542 года и началом следующего года он скончался в Визеу, оставив после себя вдову и двух дочерей.

## Наследие
Большая часть произведений Вашку Фернандиша в настоящий момент хранится в музее Гран Вашку, в Визеу.

## Произведения
- Тайная вечеря
- Распятие Христа
- Часовня у входа в монастырь Санта-Крус-де-Коимбра, 1534—1535 гг.